# Festival international du film de Stockholm
Le Festival international du film de Stockholm, ou simplement Festival du film de Stockholm (en suédois Stockholms filmfestival), est un festival annuel qui se déroule à Stockholm au mois de novembre. Son principal prix se nomme le Cheval de bronze (en suédois  Bronshästen). Le festival existe depuis 1990.

## Palmarès

### Cheval de bronze
- 1990 : The Natural History of Parking Lots de Everett Lewis
- 1991 : Europa de Lars von Trier
- 1992 : Reservoir Dogs de Quentin Tarantino
- 1993 : Un, deux, trois, soleil de Bertrand Blier
- 1994 : Pulp Fiction de Quentin Tarantino
- 1995 : Institut Benjamenta (Institute Benjamenta, or This Dream People Call Human Life) des frères Quay
- 1996 : Joli village, jolie flamme (Lepa sela lepo gore) de Srđan Dragojević
- 1997 : Unmade Beds de Nicholas Barker
- 1998 : Rane de Srđan Dragojević
- 1999 : Les convoyeurs attendent de Benoît Mariage
- 2000 : Ali Zaoua, prince de la rue de Nabil Ayouch
- 2001 : Bully de Larry Clark
- 2002 : Irréversible de Gaspar Noé
- 2003 : Schultze Gets the Blues de Michael Schorr
- 2004 : Innocence de Lucile Hadžihalilović
- 2005 : Nordeste de Juan Diego Solanas
- 2006 : SherryBaby de Laurie Collyer
- 2007 : 4 Mois, 3 semaines, 2 jours de Cristian Mungiu
- 2008 : Frozen River de Courtney Hunt
- 2009 : Canine de Yorgos Lanthimos
- 2010 : Winter's Bone de Debra Granik
- 2011 : Oslo, 31 août de Joachim Trier
- 2012 : Lore de Cate Shortland
- 2013 : Le Géant égoïste de Clio Barnard
- 2014 : Bande de filles de Céline Sciamma
- 2015 : Plus fort que les bombes de Joachim Trier[1]
- 2016 : Godless de Ralitza Petrova
- 2017 : Jeune Femme de Léonor Serraille
- 2018 : Firecrackers de Jasmin Mozaffari
- 2019 : Canción sin nombre de Melina León
- 2020 : Berlin Alexanderplatz de Burhan Qurbani
- 2021 : Rhinocéros de Oleh Sentsov
- 2022 : Les Nuits de Mashhad d'Ali Abbasi

## Prix de la meilleure actrice
- 1992 : Jacqueline McKenzie pour le rôle de Gabe dans Romper Stomper de Geoffrey Wright
- 1993 : Ana Álvarez pour le rôle de Leire dans La madre muerta de Juanma Bajo Ulloa
- 1994 : Faye Wong pour le rôle de Faye dans Chungking Express de Wong Kar-wai
- 1996 : Lili Taylor pour le rôle de Valerie Jean Solanas dans I Shot Andy Warhol de Mary Harron
- 1997 : Pamela Rabe pour le rôle de Hester dans le Puits de Samantha Lang
- 1999 : Hilary Swank pour le rôle de Brandon Teena dans Boys Don't Cry de Kimberly Peirce
- 2000 : Ellen Burstyn pour le rôle de Sara Goldfarb dans Requiem for a Dream de Darren Aronofsky
- 2001 : Rachel Miner pour le rôle de Lisa Connelly dans Bully de Larry Clark
- 2002 : Vicky Peña pour le rôle de Maricarmen dans Piedras de Ramón Salazar
- 2003 : Moon So-ri pour le rôle d'Eun Ho-jung dans Une femme coréenne d'Im Sang-soo
- 2004 : Lisa Blount pour le rôle de Chrystal dans Chrystal de Ray McKinnon
- 2005 : (ex aequo) Carole Bouquet et Aymará Rovera pour les rôles de Hélène et Juana dans Nordeste de Juan Solanas
- 2006 : Maggie Gyllenhaal pour le rôle de Sherry Swanson dans Sherrybaby de Laurie Collyer
- 2007 : Anamaria Marinca pour le rôle d'Otilia dans Quatre mois, trois semaines, deux jours de Cristian Mungiu
- 2008 : Zuzana Bydžovská pour le rôle de Marie dans Country Teacher de Bohdan Sláma
- 2009 : Mo'Nique pour le rôle de Mary Lee Johnston dans Precious de Lee Daniels
- 2010 : Jennifer Lawrence pour le rôle de Ree Dolly dans Winter's Bone de Debra Granik
- 2011 : Yohanna Idha pour le rôle de Linda dans Katinkas kalas de Levan Akin
- 2012 : Saskia Rosendahl pour le rôle de Lore dans Lore de Cate Shortland
- 2013 : Jasmine Trinca pour le rôle d'Irene / Miele dans Miele de Valeria Golino
- 2014 : Jasna Zalica pour le rôle de Maja dans Les parents de Tomitza d'Ognjen Svilivic
- 2015 : Julija Steponaityte pour le rôle de Sangaïlé dans Summer d'Alanté Kavaïté
- 2016 : Irena Ivanova pour le rôle de Gana dans Godless de Ralitza Petrova
- 2017 : Antonia Zegers pour le rôle de Mariana dans Mariana de Marcela Said
- 2018 : Michaela Kurimsky pour le rôle de Lou dans Firecrackers de Jasmin Mozaffari
- 2019 : Nina Hoss pour le rôle d'Anna Bronsky dans L'Audition d'Ina Weisse
- 2020 : Katherine Waterston pour le rôle d'Abigail dans The World to Come de Mona Fastvold
- 2021 : Ruth Wilson pour le rôle de Kate dans True Things de Harry Wootliff
- 2022 : Annabelle Lengronne pour le rôle de Rose dans Un petit frère de Léonor Serraille
- 2023 : Maeve Jinkings pour le rôle de Suellen dans Pedágio de Carolina Markowicz
- 2024 : Malou Khebizi pour le rôle de Liane dans Diamant brut d'Agathe Riedinger

## Prix du meilleur acteur
- 1993 : Matt Dillon pour le rôle de Matthew dans Le Saint de Manhattan de Tim Hunter
- 1994 : John Travolta pour le rôle de Vincent Vega dans Pulp Fiction de Quentin Tarantino
- 1997 : Sylvester Stallone pour le rôle du shérif Freddy Heflin dans Copland de James Mangold
- 1999 : Ricky Tomlinson pour le rôle de Harold Peach dans Nasty Neighbours de Debbie Isitt
- 2000 : Eric Bana pour le rôle de Mark « Chopper » Read dans Chopper d'Andrew Dominik
- 2001 : Paul Dano pour le rôle de Howie dans L.I.E. Long Island Expressway de Michael Cuesta
- 2002 : James Nesbitt pour le rôle d'Ivan Cooper dans Bloody Sunday de Paul Greengrass
- 2003 : Horst Krause pour le rôle de Schultze dans Schultze Gets the Blues de Michael Schorr
- 2004 : Peter Sarsgaard pour le rôle de Mark dans Garden State de Zach Braff
- 2005 : Vincent D'Onofrio pour le rôle de Mike Cobb dans Âge difficile obscur de Mike Mills
- 2006 : Ryan Gosling pour le rôle de Dan Dunne dans Half Nelson de Ryan Fleck
- 2007 : Jason Patric pour le rôle de Jay Caswell dans Expired de Cecilia Miniucchi
- 2008 : Michael Fassbender pour le rôle de Bobby Sands dans Hunger de Steve McQueen
- 2009 : Edgar Flores pour le rôle de Willy dans Sin nombre de Cary Joji Fukunaga
- 2010 : George Pistereanu pour le rôle de Silviu dans Eu cånd vertu sa fluier, fluier de Florin Serban
- 2011 : Serguei Borissov pour le rôle d'Andrey dans Portrait au crépuscule d'Anguelina Nikonova
- 2012 : Tim Roth pour le rôle d'Archie Cunningham dans Broken de Rufus Norris
- 2013 : George MacKay pour le rôle d'Aaron dans For Those in Peril de Paul Wright
- 2014 : Emir Hadzihafizbegovic pour le rôle d'Ivo dans Les parents de Tomitza d'Ognjen Svilivic
- 2015 : Koudous Seihon pour le rôle de d'Ayiva dans Mediterranea de Jonas Carpignano
- 2016 : Kévin Azaïs pour le rôle de Vincent dans Compte tes blessures de Morgan Simon
- 2017 : Josh O'Connor pour le rôle de Johnny Saxby dans Seule la terre de Francis Lee
- 2018 : Victor Polster pour le rôle de Lara dans Girl de Lukas Dhont
- 2019 : Bartosz Bielenia pour le rôle de Daniel dans La Communion de Jan Komasa
- 2020 : Welket Bungué pour le rôle de Francis dans Berlin Alexanderplatz de Burhan Qurbani
- 2021 : Serhii Filimonov pour le rôle de Rhino dans Rhinocéros d'Oleh Sentsov
- 2022 : Mehdi Bajestani pour le rôle de Saeed Hanaei (en) dans Les Nuits de Mashhad d'Ali Abbasi
- 2023 : Kauan Alvarenga pour le rôle de Tiquinho dans Pedágio de Carolina Markowicz
- 2024 : Izaac Wang pour le rôle de Chris Wang dans Didi de Sean Wang

### Prix spéciaux

#### Prix visionnaire
- 2004 : Todd Solondz, acteur, scénariste et réalisateur  États-Unis
- 2005 : Terry Gilliam, réalisateur  Royaume-Uni
- 2006 : Darren Aronofsky, réalisateur  États-Unis
- 2007 : Wes Anderson, réalisateur  États-Unis
- 2008 : Wong Kar-wai, réalisateur  Hong Kong
- 2009 : Luc Besson, réalisateur  France
- 2011 : Alejandro G. Iñárritu, réalisateur  Mexique
- 2012 : Jacques Audiard, réalisateur  France
- 2013 : Peter Greenaway, réalisateur  Royaume-Uni
- 2014 : Roy Andersson, réalisateur  Suède
- 2015 : Yorgos Lanthimos, réalisateur  Grèce
- 2016 : François Ozon, réalisateur  France
- 2017 : Pablo Larraín, réalisateur et scénariste  Chili
- 2018 : Asghar Farhadi, réalisateur  Iran
- 2019 : Céline Sciamma, réalisatrice  France
- 2020 : Matteo Garrone, réalisateur  Italie
- 2021 : Joachim Trier, réalisateur  Norvège
- 2022 : Sam Mendes, réalisateur  Royaume-Uni

#### Prix de l'étoile montante
- 2008 : Malin Crépin, actrice  Suède
- 2009 : Anastasios Soulis, acteur  Suède
- 2010 : Alicia Vikander, actrice  Suède
- 2011 : Malin Buska, actrice  Suède
- 2012 : Eat Sleep Die de Gabriela Pichler  Suède
- 2013 : Adam Lundgren, acteur  Suède
- 2014 : Julia Ragnarsson, actrice  Suède
- 2015 : Aliette Opheim, actrice  Suède
- 2016 : Filip Berg, acteur  Suède
- 2017 : Gustav Lindh, acteur  Suède
- 2021 : Edvin Ryding, acteur  Suède
- 2022 : Sara Shirpey, actrice  Suède

#### Prix pour l'ensemble de la carrière
- 1990 : Roger Corman, réalisateur et producteur  États-Unis
- 1991 : Dennis Hopper, acteur et réalisateur  États-Unis
- 1992 : Viveca Lindfors, actrice  Suède  États-Unis
- 1994 : Quentin Tarantino, réalisateur et scénariste  États-Unis
- 1995 : Jean-Paul Gaultier, couturier  France
- 1996 : Rod Steiger, acteur  États-Unis
- 1997 : Elia Kazan, réalisateur et écrivain  États-Unis
- 1999 : Roman Polanski, réalisateur, scénariste et producteur  Pologne  France
- 2000 : Lauren Bacall, actrice  États-Unis
- 2001 : Jean-Luc Godard, réalisateur et scénariste  France
- 2002 : Erland Josephson, acteur  Suède
- 2003 : David Lynch, réalisateur  États-Unis
- 2004 : Oliver Stone, réalisateur et scénariste  États-Unis
- 2005 : David Cronenberg, réalisateur et scénariste  Canada
- 2006 : Lasse Hallström, réalisateur et scénariste  Suède
- 2007 : Paul Schrader, réalisateur et scénariste  États-Unis
- 2008 : Charlotte Rampling, actrice  Royaume-Uni
- 2009 : Susan Sarandon, actrice  États-Unis
- 2010 : Harriet Andersson, actrice  Suède
- 2011 : Isabelle Huppert, actrice  France
- 2012 : Jan Troell, réalisateur  Suède
- 2013 : Claire Denis, réalisatrice  France
- 2014 : Mike Leigh, réalisateur  Royaume-Uni
- 2015 : Stephen Frears, réalisateur  Royaume-Uni
- 2017 : Vanessa Redgrave, actrice  Royaume-Uni
- 2018 : Mary Harron, réalisatrice et productrice  Canada
- 2019 : Max von Sydow, acteur  Suède
- 2020 : Martin Scorsese, réalisateur  États-Unis
- 2020 : Isabella Rosselini, actrice  Italie
- 2021 : Jane Campion, actrice  Nouvelle-Zélande
- 2022 : Anthony Hopkins, acteur  États-Unis

#### Stockholm Achievement Award
- 2012 : Willem Dafoe
- 2014 : Uma Thurman
- 2015 : Ellen Burstyn
- 2018 : Gunnel Lindblom
- 2019 : Payman Maadi
- 2020 : Viggo Mortensen
- 2021 : Kenneth Branagh et Robin Wright
- 2022 : Fares Fares